# Raczenięta
Raczenięta (biał. Рачанята; ros. Реченята) – wieś na Białorusi, w obwodzie mińskim, w rejonie wołożyńskim, w sielsowiecie Wołożyn.
W źródłach spotykane są także nazwy Raczynięta i Raczeniaty.
W II poł. XIX w. zamieszkiwane przez prawosławnych i katolików, z przewagą tych pierwszych. W dwudziestoleciu międzywojennym leżały w Polsce, w województwie nowogródzkim, w powiecie wołożyńskim.